# لسان مجعد
اللُسّان المجعد (باللاتينية: Carduus crispus) نوع نباتي يتبع جنس اللُسّان من الفصيلة النجمية.